# FM Estèreo
Les emissions en la banda de transmissió VHF-II (més coneguda popularment com a FM comercial o simplement FM) tenen unes característiques especials (a nivell freqüencial, de modulació i d'amplada de banda) que les fan idònies per a poder emetre senyals estereofònics.
L'FM Estèreo és, doncs, modular senyals d'àudio estereofònics en FM.
No obstant això, l'estereofonia a la ràdio analògica no és exclusiva de l'FM. Al contrari del que succeeix a Europa, a l'Amèrica del Nord és molt usual trobar emissores de ràdio AM que emeten en estèreo utilitzant el mètode C-QUAM.

## Història
L'estereofonia a la ràdio és d'origen nord-americà. A finals dels anys 1950, als EUA, es van patentar fins a catorze sistemes diferents per a transmetre senyals de ràdio estèreo sobre una modulació de freqüència (FM). Aquests sistemes van ser avaluats per l'agència nord-americana encarregada del control de les telecomunicacions; l'FCC (Federal Communications Commission).
Cada sistema va ser avaluat i posat a prova a través de l'emissora KDKA-FM (situada a Pittsburgh, Pennsilvània), convertint-la en la primera emissora de tot el món en emetre en estèreo. Les proves consistien a avaluar la separació estèreo dels dos canals, l'SNR (relació senyal-soroll), els efectes de la propagació multicamí o la possibilitat d'incorporar altres serveis mitjançant subportadores (SCA).
Després de múltiples proves, l'FCC va concloure que els dos sistemes més adients per a emetre en estèreo eren els presentats per General Electric i Zenith Electronics Corporation respectivament. Aquests dos sistemes eren tant semblants que van ser considerats com un de sol i finalment, a l'Abril de 1961, l'FCC va aprovar aquest sistema com l'estàndard per a radiodifusió estèreo en FM als EUA. Més tard la majoria de països del món també adoptarien el mateix estàndard.
Pel que fa a Espanya, la primera emissora a emetre regularment en sistema estèreo va ser RJ2, el segon canal de l'extinta Radio Juventud de Barcelona (EFJ-15), el 10 de gener de 1975.

## Característiques

### Compatibilitat amb els receptors monofònics
Una de les característiques importants que havien de tenir les emissions estèreo era garantir la compatibilitat amb els receptors Mono. És a dir, amb el pas de mono a estèreo, els usuaris que no tinguessin un receptor de ràdio estèreo no havien de notar cap mena de canvi ni perdre cap tipus d'informació.
Fins a l'aparició de l'estèreo en la radiodifusió, els senyals de ràdio eren Mono i si a l'estudi de ràdio es produïa en estèreo, es feia prèviament la mescla dels dos canals (L+R) per a poder emetre'ls.
El resultat d'això, és que les emissions FM monofòniques transporten un únic senyal d'àudio en banda base (de 30 Hz a 15 kHz) que és la suma dels dos canals (L+R). Aquest senyal L+R s'anomena "Senyal Suma".
Si es vol emetre en estèreo (és a dir, passar d'emetre 1 canal a 2 canals) sense perjudicar als receptors monofònics, el Senyal Suma (L+R) s'ha de conservar per força.
Per a poder emetre en estèreo, el que es fa és enviar un altre senyal d'àudio paral·lelament amb el senyal Suma, que s'anomena "Senyal Resta". El senyal resta no és res més que el senyal resultant de restar els 2 canals L i R (L-R).
És a dir, per emetre ràdio en estèreo no emetem directament els dos canals L i R, sinó que emetem dos senyals resultants de combinar els senyals L i R: el senyals Suma i Resta.
- Senyal Suma: {\displaystyle SS=L+R}
- Senyal Resta: {\displaystyle SR=L-R}

Per a recuperar els senyals L i R originals, el receptor de ràdio opera de la manera següent; 
Per a obtenir el senyal del canal L (esquerra), suma l'SS amb l'SR: {\displaystyle SS+SR=(L+R)+(L-R)=L+L=2L}.
Per a obtenir el senyal del canal R (dret), resta l'SS amb l'SR: {\displaystyle SS-SR=(L+R)-(L-R)=R+R=2R}.
Com a observació, veiem que quan el receptor recupera els senyals dels canals L i R, els recupera amb el doble de l'amplitud original.
D'aquesta manera, els receptors Mono continuaran rebent el mateix senyal que abans (el senyal Suma), i els receptors Estèreo combinaran els senyals Suma i Resta de la manera anterior descrita per a reproduir els dos canals originals L i R.
Per poder emetre els senyals Suma i Resta alhora (a més d'altres serveis), aquests senyals se sumen en un senyal general que anomenem senyal MPX, i que és el senyal que finalment injectem a l'emissor.

### Desviació instantània del senyal
Les lleis internacionals marquen que la desviació màxima d'un senyal estèreo FM ha de ser de 75 kHz.
La desviació d'un senyal FM varia en funció de la quantitat de modulació (nivell dels canals L i R) que rep.
Per a calcular la desviació instantània (que no hauria de superar -legalment- els 75 kHz) s'utilitza la fórmula següent, on A i B són els senyals d'àudio L i R amb pre-èmfasi i {\displaystyle f_{p}}=19 kHz (to pilot) :
{\displaystyle \left[0.9\left[{\frac {A+B}{2}}+{\frac {A-B}{2}}\sin 4\pi f_{p}t\right]+0.1\sin 2\pi f_{p}t\right]\times 75~\mathrm {kHz} }

### Pre-èmfasi
El pre-èmfasi és una tècnica de reducció de soroll que s'aplica a l'àudio dels canals L i R abans de generar els senyals Suma i Resta. Consisteix a augmentar l'amplitud de les freqüències agudes, ja que aquestes són més sensibles al soroll. A Europa, la constant de temps del pre-èmfasi és de 50us, mentre que a Amèrica és de 75us.

## El senyal múltiplex (MPX)
El senyal MPX o senyal estèreo múltiplex és el senyal del que s'alimenta l'emissor i, per tant, és el senyal que s'emet i el que es rep al receptor. El senyal MPX és un senyal que conté els senyals d'àudio Suma i Resta, a més d'altres serveis com poden ser els SCA o l'RDS. Aquest senyal permet modular tots aquests senyals sota una única freqüència portadora.
El senyal MPX té una amplada de banda de 100 kHz.
És important també que l'àudio es retalli a 15 kHz tant en el Senyal Suma com en el Resta, per tal de no interferir amb serveis contigus.

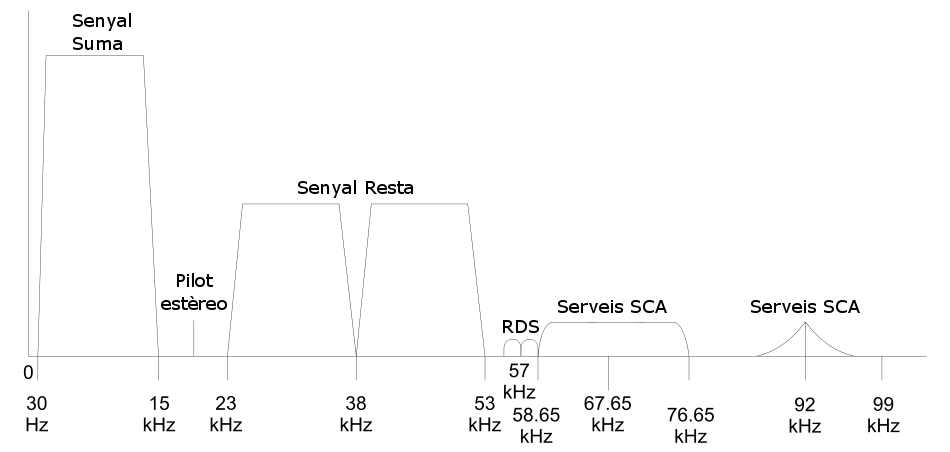
Espectre freqüencial del senyal MPX

Divisió freqüencial del senyal MPX:
- 30 Hz a 15 kHz: Senyal suma.
- 19 kHz: Pilot estèreo
- 23 kHz a 53 kHz: Senyal resta.
- 57 kHz: Servei de dades RDS
- 67 kHz a 94 kHz: Serveis SCA

### Senyal Suma
El Senyal Suma s'envia en banda base, dins la franja de 30 Hz a 15 kHz.
Aquesta part de l'MPX (fins a 15 kHz) és l'única part que descodifiquen els receptors mono.

### Senyal Resta
El senyal Resta s'envia dins la franja de 23 kHz a 53 kHz, centrat a 38 kHz i modulat en DSBSC (Double Side Band Suppressed Carrier Signal). El motiu de modular en DSBSC és que amb aquesta modulació ens estalviem emetre la portadora (que no conté cap tipus d'informació), de manera que estalviem energia emesa i aprofitem més la potència efectiva de l'emissor. Si emetéssim el senyal Resta per separat, sí que necessitaríem la portadora de la modulació AM per a poder transportar el senyal per les ones, però com que només necessitem l'AM per modular el senyal i generar les bandes laterals del senyal, podem suprimir la portadora i, per tant, modular en DSBSC.
Una de les característiques de la modulació DSBSC és que genera bandes laterals al senyal original (Banda Lateral Inferior i Banda Lateral Superior); ras i curt, això vol dir que si tenim un senyal que ocupa 15 kHz (com és el cas del Senyal Resta), modulat en DSBSC ocuparà el doble, en el nostre cas 15·2 = 30 kHz. Per això el Senyal Resta està posicionat freqüencialment lluny del Senyal Suma. Si el Senyal Resta comencés justament després del Suma (a partir de 15 kHz) hi hauria interferència perquè la Banda Lateral Inferior se solaparia amb el senyal Suma. A part, s'ha de deixar un interval freqüencial de guarda per a evitar possibles solapaments i facilitar el filtratge als equips.
Eliminar la portadora del Senyal Resta no és gratuït i, per tant, necessitem un element "extra" que faciliti la sincronització del receptor (un trigger). Això s'aconsegueix emetent un to pilot a la freqüència de 19 kHz; així el receptor pot sincronitzar-se amb el senyal Resta (centrat a 38 kHz) multiplicant el to per dos: 19·2 = 38.
Amb això aconseguim regenerar la portadora que ens hem estalviat d'emetre.

### Pilot Estèreo
El pilot estèreo és un to de 19 kHz que té la mateixa fase que la portadora del Senyal Resta (que hem eliminat prèviament), i una amplitud de (normalment) el 10% de l'amplitud total del senyal.
El pilot estèreo té tres funcions principals:
- Informar el receptor que l'emissió és estèreo
- Permetre regenerar la subportadora del Senyal Resta a 38 kHz que no hem emès gràcies a modular en DSBSC.
- Permetre regenerar la subportadora de l'RDS a 57 kHz que no hem emès gràcies a modular en DSBSC.

### Servei de dades RDS
L'RDS es modula també amb DSBSC a una freqüència de 57 kHz. La fase del senyal RDS és la mateixa que la del Senyal Resta. Així, el receptor pot regenerar la portadora original del senyal i autosincronitzar-se, multiplicant per 3 el to de 19 kHz (19*3 = 57 kHz).

### Serveis SCA
Els serveis SCA es modulen a partir de 67 kHz. Aquests serveis són orientats al sector professional, i no es poden sintonitzar amb ràdios convencionals. Existeixen diversos tipus de serveis SCA, com per exemple l'emissió de fils musicals de pagament, "feeds" (enllaços) de ràdio o telemetría.

## Passos per a generar i recuperar el senyal MPX

### A l'emissor
- 1.- Genera el Senyal Suma.
- 2.- Genera el Senyal Resta.
- 3.- Genera un to pilot de 19 kHz
- 4.- Modula en AM el senyal Resta a 38 kHz amb la fase del to pilot.
- 5.- Elimina la portadora del senyal Resta modulat.
- 6.- Suma el senyal Suma (1), el senyal Resta sense la portadora (5) i el to pilot (3).
- 7.- Modula en FM (de 87.5 MHz a 108 MHz) el senyal resultant de l'apartat (6).

Si hi hagués RDS, aquest s'injectaria directament a l'emissor per l'entrada de senyal múltiplex. Prèviament, l'emissor ha d'haver proporcionat al codificador RDS la fase del to pilot de 19 kHz.

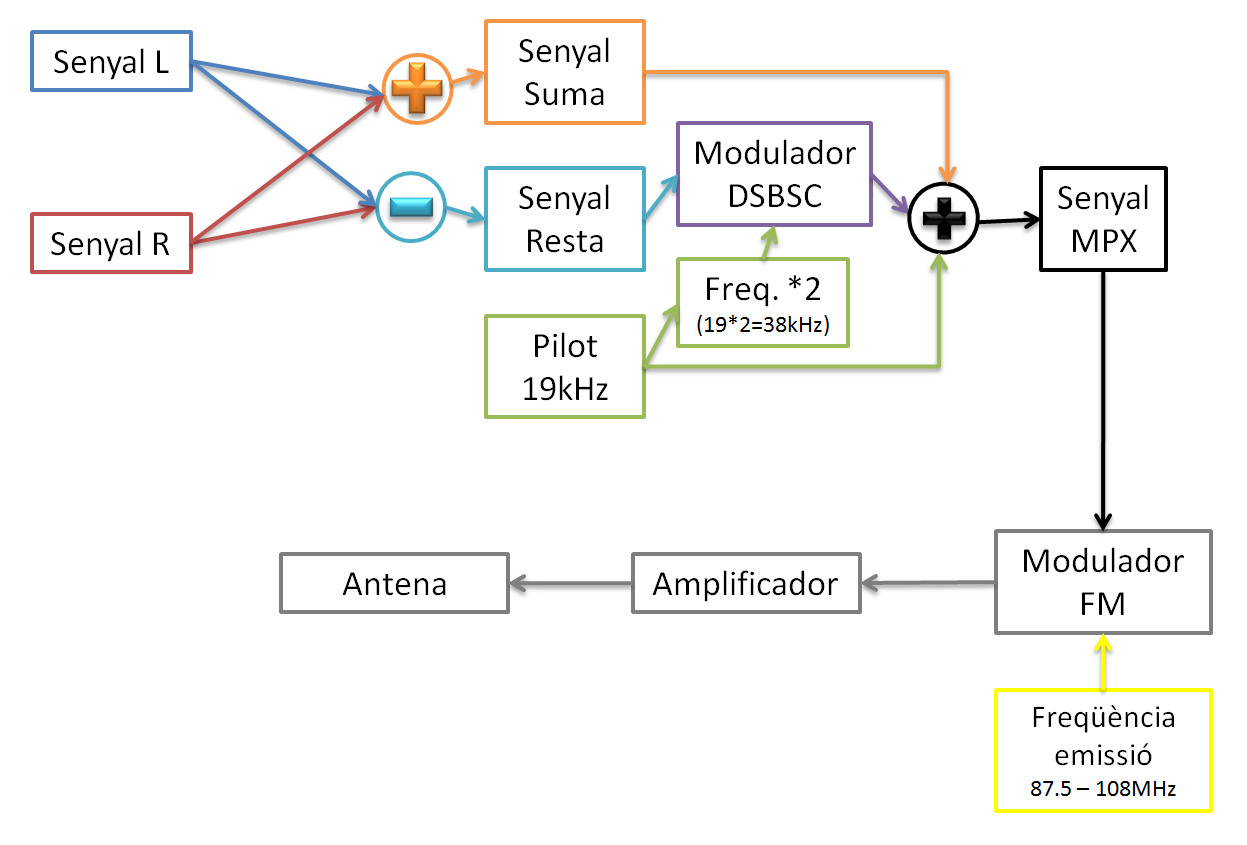
Diagrama de generació i emissió d'un senyal MPX bàsic

### Al receptor
Els passos per a descodificar el senyal MPX varien en funció de si és un receptor estèreo o no:

#### Receptor Mono
- 1.- Descodifica només el senyal suma.

#### Receptor Estèreo
Si l'emissió no és estèreo, es fan els mateixos passos que el Receptor Mono.
Si és estèreo, llavors procedeix de la manera següent:
- 1.- Rep el to pilot de 19 kHz i activa el circuit descodificador estèreo intern.
- 2.- El descodificador extreu el senyal Suma.
- 3.- El descodificador genera un senyal de 38 kHz en fase amb el pilot de 19 kHz.
- 4.- El descodificador desmodula el senyal Resta.
- 5.- El descodificador combina els senyals Suma i Resta per tal d'obtenir els canals L i R originals.

Si el receptor té la possibilitat de mostrar la informació proporcionada per l'RDS, generarà una portadora a 57 kHz de la mateixa manera que ho fa amb la de 38 kHz, i podrà rebre correctament les dades del sistema RDS i mostrar, per exemple, el nom de l'emissora que estem sintonitzant per pantalla.